# Sergio Corbucci
Sergio Corbucci, född 6 december 1927 i Rom, död 1 december 1990, en  Italiensk filmregissör, manusförfattare och filmproducent. De flesta av hans filmer var våldsamma, men intelligenta, actionfilmer. Han var mest känd för sina spaghettivästern, som ofta hade drag av samhällskritik. 

## Filmografi i urval
- Minnesota Clay (1965)
- Django (1966)
- Ringo dödar för dollar (Johnny Oro, 1966)
- Navajo Joe (1966)
- The Hellbenders (I crudeli, 1967)
- Gringo – professionell pistolero  (Il mercenario, 1968)
- Den tyste hämnaren (1968)
- Död åt compañeros (Vamos a matar, compañeros!, 1970)
- Bluff – Storia di truffe e di imbroglioni (1976)
- Il signor Robinson (1975)
- Udda eller jämnt (Pari e dispari, 1978)
- Supersnooper (Poliziotto superpiú, 1980)
- Snedseglarna (Chi trova un amico trova un tesoro, 1981)